# Stenoporpia purpuraria
Stenoporpia purpuraria är en fjärilsart som beskrevs av Barnes och Mcdunnough 1913. Stenoporpia purpuraria ingår i släktet Stenoporpia och familjen mätare. Inga underarter finns listade i Catalogue of Life.